# Кубок по образовательной робототехнике
Кубок по образовательной робототехнике, (КОР) – серия турниров по образовательной робототехнике, которые проводятся в различных населенных пунктах Республики Беларусь. Все соревновательные этапы кубка, входящие в один сезон, равнозначны и оцениваются по единым правилам. По итогам сезона определяются победители. К участию в “Кубке по образовательной робототехнике” приглашаются команды из одного или нескольких участников и тренера, представляющих её постоянный и неизменный состав на протяжении всего сезона кубка. Стать участником “Кубка по образовательной робототехнике” может любой желающий, независимо от гражданства, национальности и места жительства. Команда может принимать участие в нескольких соревновательных категориях. Участие в кубке по образовательной робототехнике бесплатное.

## История
Летом 2019 года, после проведения VII открытого минского Роботурнира, который стал самым массовым робототехническим мероприятием Республики Беларусь , инициативная группа руководителей центров дополнительного образования, тренеров и энтузиастов робототехники пришла к выводу, что для дальнейшего развития робототехники в Беларуси, необходимо увеличить частоту проведения соревнований. Было принято решение организовать Кубок по образовательной робототехнике, этапы которого проводятся несколько раз в год в различных населенных пунктах. Анонс кубка по образовательной робототехнике состоялся в сентябре 2019 года К настоящему времени было проведено 5 сезонов кубка, в которых состоялось 33 этапа.

## Сезон 2019/2020
На основании официального положения  о проведении "Кубка по образовательной робототехнике" в сезоне 2019/2020 планировалось проведение 7 этапов кубка, однако пандемия COVID-19 не позволила провести все этапы.

### Этапы сезона 2019/2020
| Номер этапа | Дата проведения | Наименование этапа                          | Место проведения                                           |
| ----------- | --------------- | ------------------------------------------- | ---------------------------------------------------------- |
| 1           | 23 ноября 2019  | Кубок по образовательной робототехнике      | Пинск, Полесский государственный университет               |
| 2           | 6 декабря 2019  | Конкурс по робототехнике “Дорога в будущее” | Минск, Белорусский национальный технический университет    |
| 3           | 14 декабря 2019 | GomelRobotech2019                           | Гомель, Белорусский государственный университет транспорта |
| 4           | 15 февраля 2020 | STEM FEST BORISOV                           | Борисов, Средняя школа №20 г. Борисова                     |
| 5           | не состоялся    | VitBot                                      | Витебск                                                    |
| 6           | не состаялся    | SMART ROBO FEST                             | Брест                                                      |
| 7           | не состоялся    | VIII Минский открытый роботурнир            | Минск                                                      |

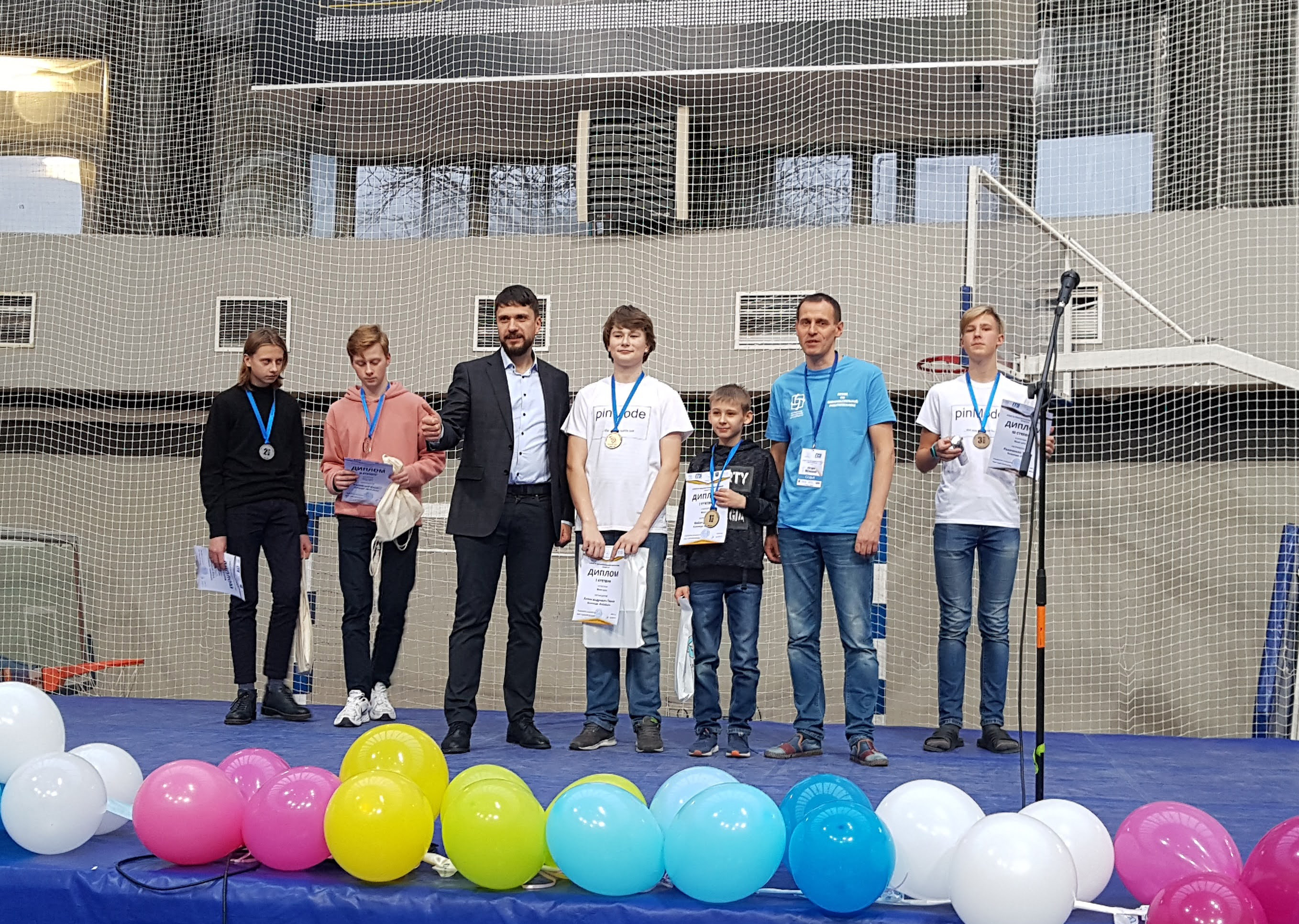
Награждение победителей 1 этапа КОР в Пинске в категории мини-сумо

Все соревновательные дисциплины подразделялись на 2 класса: LEGO - категории и категории для роботов на произвольной платформе

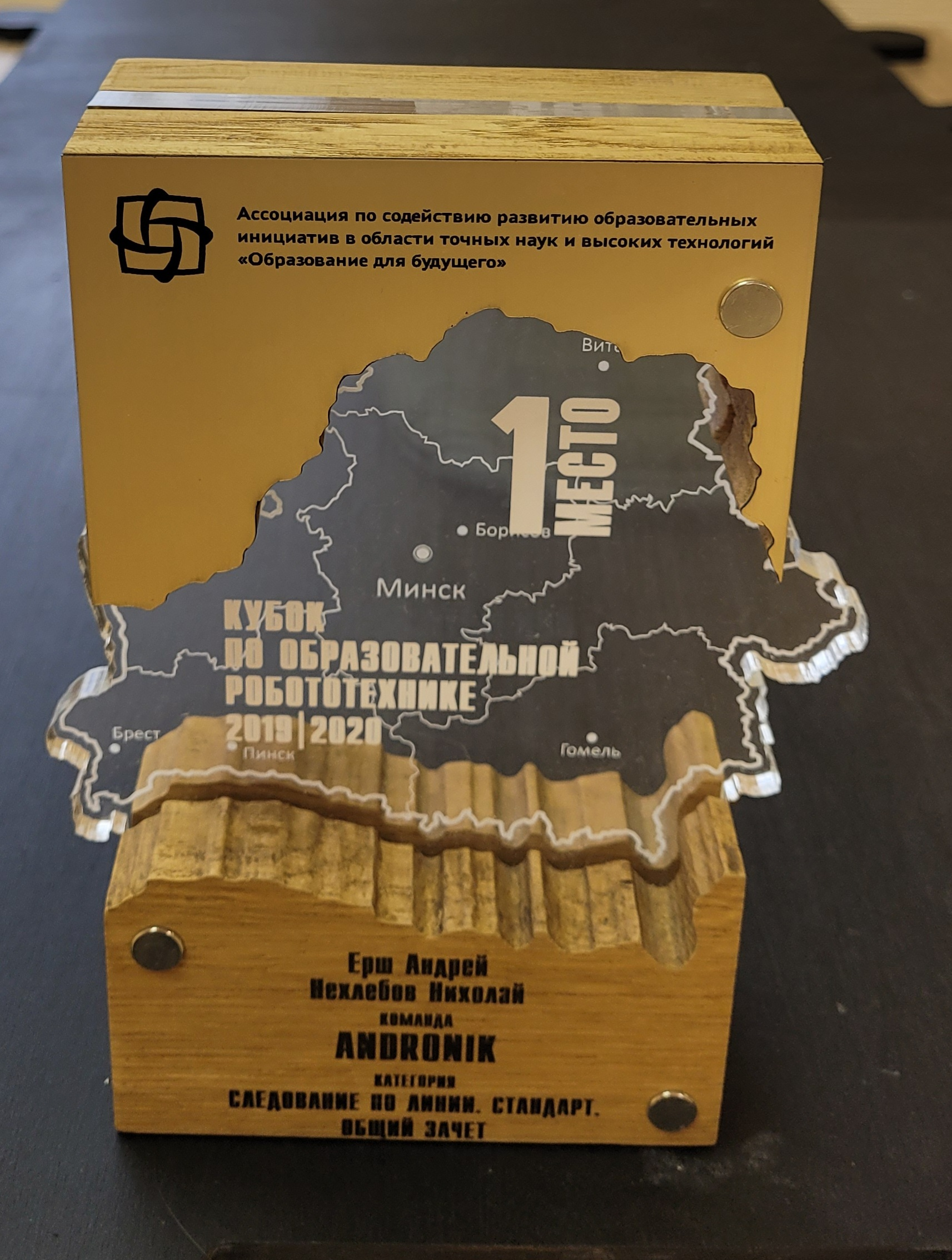
Кубок сезона 2019-2020

### LEGO-категории
- Робосумо LEGO (возраст участников – до 18 лет);
- Управляемый робофутбол (возраст участников – до 18 лет);
- Следование по линии. LEGO зачет (возраст участников – до 18 лет);
- Roborace LEGO (младшие: участники родились не ранее, чем 01.01.2007);
- Roborace LEGO (старшие: участники родились ранее, чем 01.01.2007)

### Категории для роботов на произвольной платформе
- Следование по линии. Стандарт. Общий зачет (без возрастных ограничений);
- Следование по линии. Профи (без возрастных ограничений);
- Roborace PRO (без возрастных ограничений);
- Roborace PRO mini (без возрастных ограничений);
- Мини-сумо (без возрастных ограничений).

### Победители сезона 2019/2020
Победители кубка определялись по трем лучшим результатам из четырёх этапов. Команда, занявшая 1 место в каждой дисциплине, получила памятный кубок.

## Сезон 2020/2021
На основании официального положения  о проведении "Кубка по образовательной робототехнике" 2020/2021 планировалось провести 8 этапов, из которых состоялось 7. Для увеличения числа участников соревнований в официальном положении сезона 2020/2021 было введено понятие "образовательные конструкторы", к которым относятся конструкторы различных производителей. Начиная с 3 этапа организаторы кубка стали использовать информационный портал Робофинист  для регистрации участников, их заявок и определения победителей соревнований.

### Этапы сезона 2020/2021
| Номер этапа | Дата проведения    | Наименование этапа                             | Место проведения                                                    |
| ----------- | ------------------ | ---------------------------------------------- | ------------------------------------------------------------------- |
| 1           | 31 октября 2020    | SMART ROBO FEST                                | Брест, Брестский областной ЦОР по легкой атлетике                   |
| 2           | 13 февраля 2021    | Конкурс по робототехнике “Дорога в будущее”    | Боровляны, Средняя школа №3                                         |
| 3           | 6 марта 2021       | Кубок по образовательной робототехнике. 3 этап | Гомель, Гомельский государственный университет                      |
| 4           | не состоялся       |                                                | Борисов                                                             |
| 5           | 27 марта 2021      | Кубок по образовательной робототехнике. 5 этап | Бобруйск, Средняя школа №34                                         |
| 6           | 24 апреля 2021     | Кубок по образовательной робототехнике. 6 этап | Витебск, Витебский государственный университет                      |
| 7           | 12 июня 2021       | Кубок по образовательной робототехнике. 7 этап | Пинск, Полесский государственный университет                        |
| 8           | 27-29 августа 2021 | VIII Минский открытый роботурнир               | Минск, Республиканское государственное училище олимпийского резерва |

Соревнования проводились в 7 категориях, 12 дисциплинах

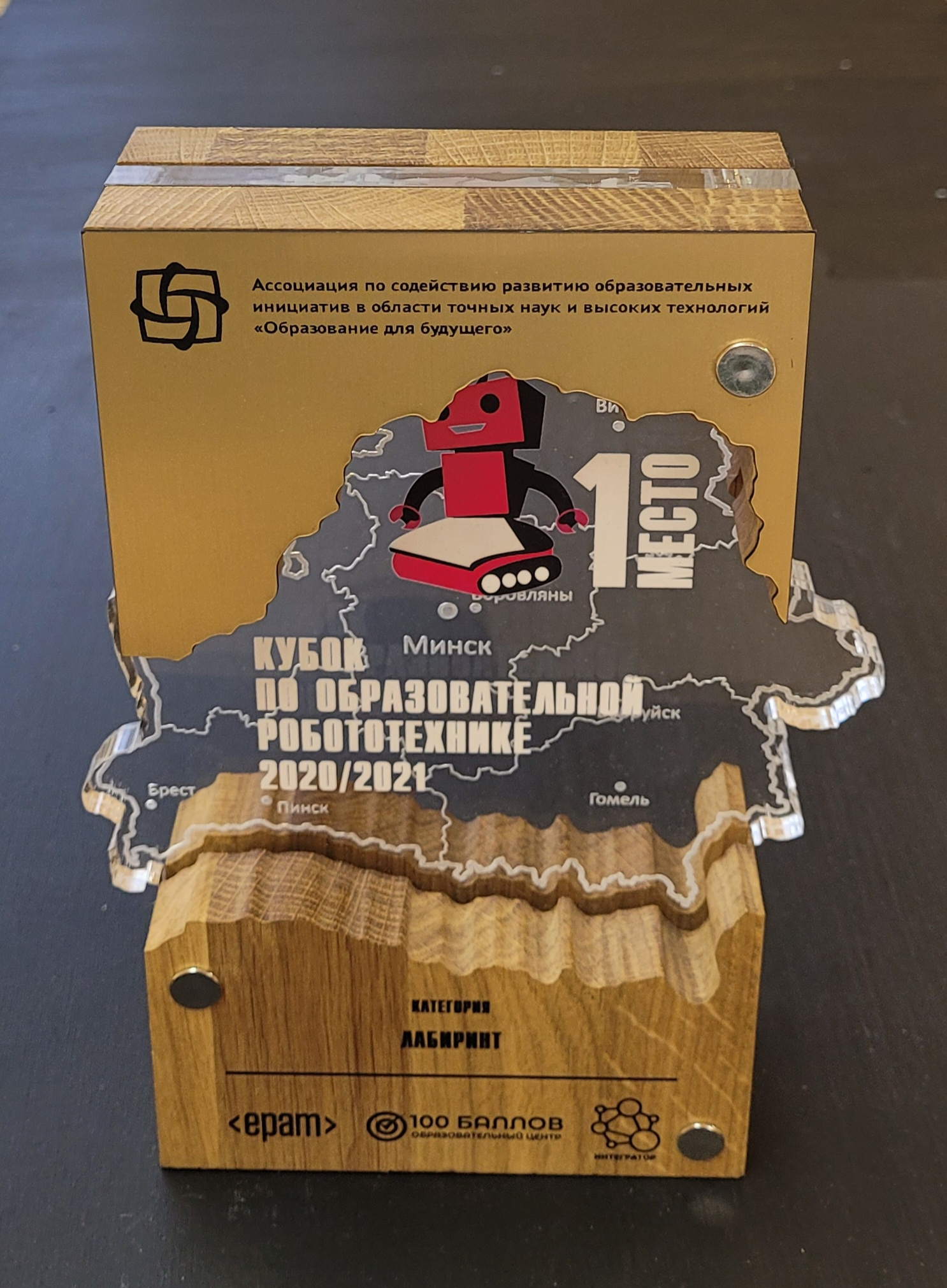
Кубок сезона 2020/2021

### LEGO-категории
- WRO Football (без возрастных ограничений)

### Образовательные конструкторы
- ROBORACE, Образовательные конструкторы  (без возрастных ограничений);
- Следование по линии, Образовательные конструкторы (возраст участников – до 18 лет);

### Категории для роботов на произвольной платформе
- Roborace PRO (без возрастных ограничений);
- Roborace PRO mini (без возрастных ограничений);
- Следование по линии. PRO (без возрастных ограничений);
- Следование по линии. Юниоры (возраст участников – до 14 лет);
- Мини-сумо (без возрастных ограничений);
- Лабиринт (без возрастных ограничений);
- Программируемые дроны (без возрастных ограничений);
- Большое путешествие, Младшая категория (возраст участников – до 13 лет);
- Большое путешествие, Старшая категория  (без возрастных ограничений);

## Сезон 2021/2022
На основании официального положения  о проведении "Кубка по образовательной робототехнике" 2021/2022  было проведено 7 этапов. Впервые кубок прошёл во всех областных центрах Беларуси.

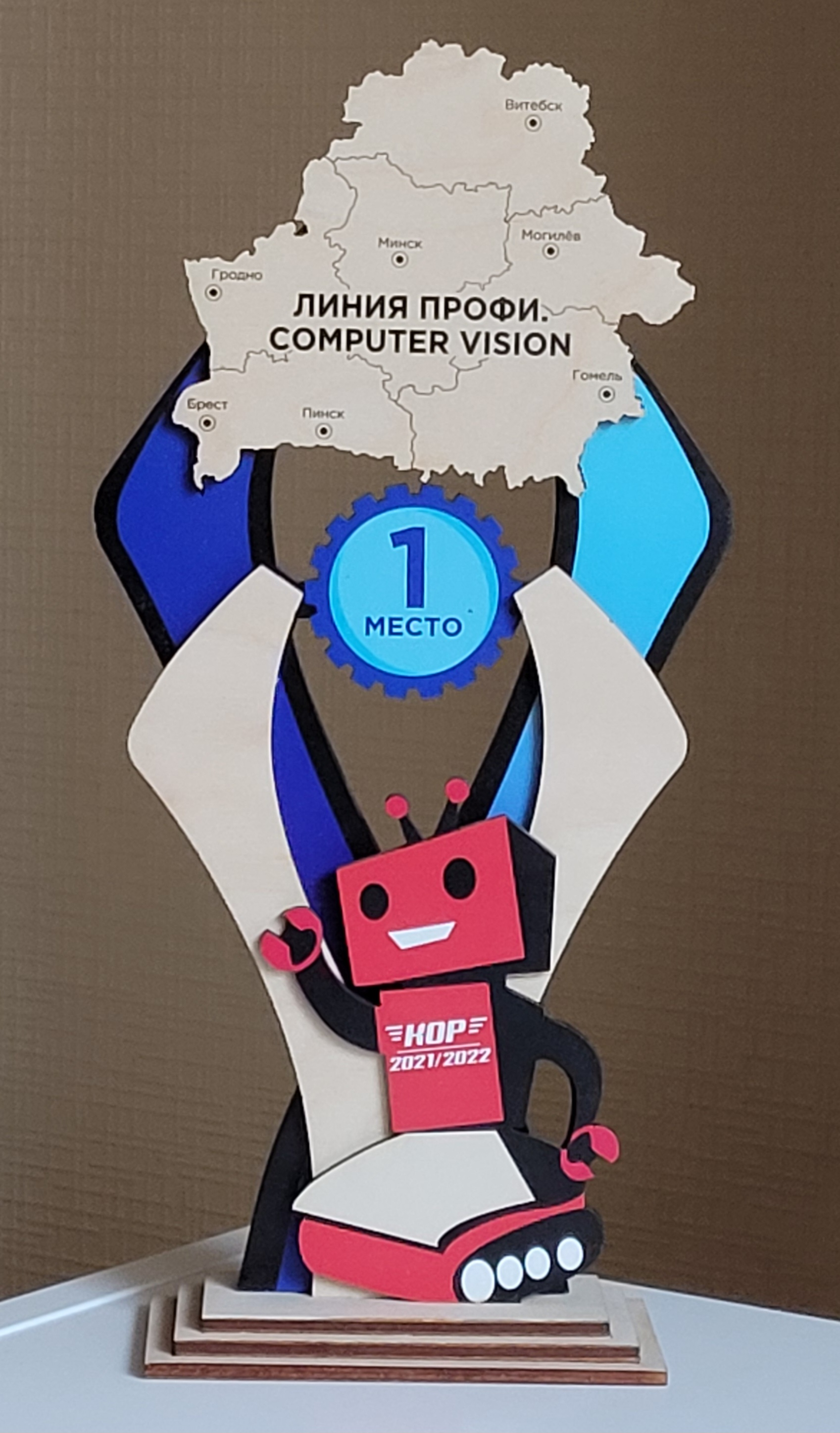
Кубок сезона 2021/2022

### Этапы сезона 2021/2022
| Номер этапа | Дата проведения | Наименование этапа                             | Место проведения | Количество участников |
| ----------- | --------------- | ---------------------------------------------- | ---------------- | --------------------- |
| 1           | 12 декабря 2021 | SmartRoboFest                                  | Брест            | 281                   |
| 2           | 22 января 2022  | Кубок по образовательной робототехнике. 2 этап | Гомель           | 270                   |
| 3           | 26 февраля 2022 | Кубок по образовательной робототехнике. 3 этап | Могилев          | 215                   |
| 4           | 19 марта 2022   | Кубок по образовательной робототехнике. 4 этап | Пинск            |                       |
| 5           | 9 апреля 2022   | Кубок по образовательной робототехнике. 5 этап | Витебск          |                       |
| 6           | 30 апреля 2022  | Кубок по образовательной робототехнике. 6 этап | Гродно           |                       |
| 7           | 11-12 июня 2022 | IX Минский открытый роботурнир                 | Минск            | 372                   |

В сезоне 2021/2022 значительно увеличилось число соревновательных видов, однако общее количество участников практически не изменилось, что привело к снижению конкуренции.

### LEGO-категории
- WRO (Elementary, Junior, Senior);
- WRO Double Tennis;

### Образовательные конструкторы
- ROBORACE, Образовательные конструкторы. Junior  (до 18 лет);
- ROBORACE, Образовательные конструкторы  (без возрастных ограничений);
- Следование по линии, Образовательные конструкторы (возраст участников – до 18 лет);

### Категории для роботов на произвольной платформе
- Roborace PRO (без возрастных ограничений);
- Roborace PRO mini (без возрастных ограничений);
- Линия Профи. Computer Vision (без возрастных ограничений);
- Следование по линии. PRO (без возрастных ограничений);
- Следование по линии. Юниоры (возраст участников – до 14 лет);
- Мини-сумо (без возрастных ограничений);
- Лабиринт (без возрастных ограничений);
- RoboCup Junior Soccer Lightweight;
- Firefighting;
- WRO Future Engineers;
- Футбол управляемых роботов 4х4
- Программируемые дроны;
- Автономные воздушные аппараты;
- Большое путешествие, Младшая категория (возраст участников – до 13 лет);
- Большое путешествие, Старшая категория  (без возрастных ограничений);
- Машины Голдберга;

## Сезон 2022/2023
На основании официального положения, в сезоне 2022/2023 произошло разделение этапов Кубка на:
- Региональные этапы Кубка по образовательной робототехнике

- Этапы Минской открытой лиги робототехники
- Региональные этапы "Кубка РТК"
- Этапы подготовки к Российской Робототехнической Олимпиаде (РРО)Кубок сезона 2022/2023

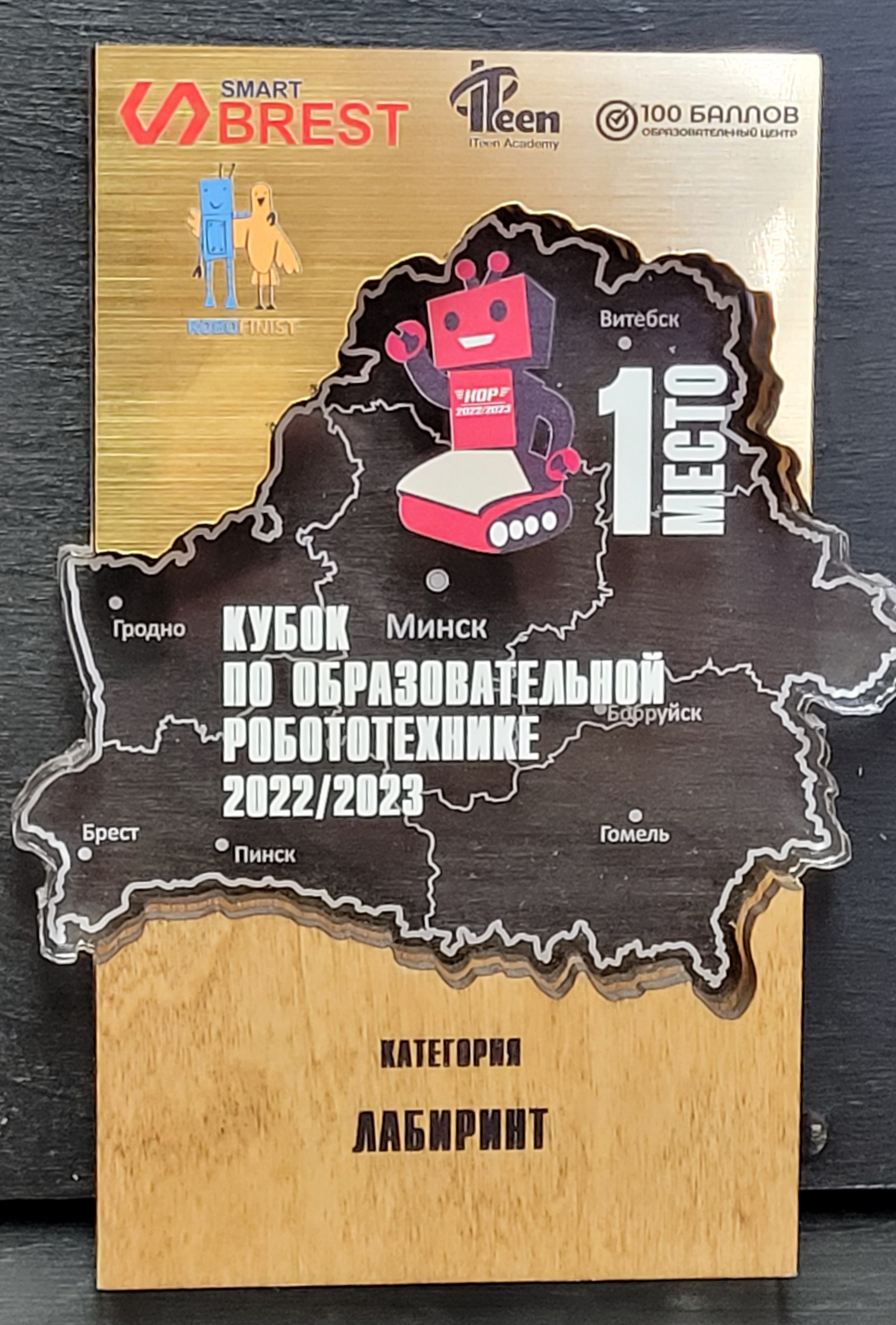
Кубок сезона 2022/2023

### Этапы сезона 2022/2023
| Номер этапа | Дата проведения   | Наименование этапа                                                   | Место проведения                               | Количество участников |
| ----------- | ----------------- | -------------------------------------------------------------------- | ---------------------------------------------- | --------------------- |
| 1           | 12 ноября 2022    | SmartRoboFest. Кубок по образовательной робототехнике. 1 этап        | Брест                                          | 275                   |
| 2           | 8 декабря 2022    | Кубок по образовательной робототехнике. 2 этап                       | Гомель, Гомельский государственный университет | 216                   |
| 3           | 22 января 2023    | Кубок по образовательной робототехнике. 3 этап                       | Бобруйск                                       | 239                   |
| 4           | 18 февраля 2023   | Кубок по образовательной робототехнике. 4 этап                       | Минск, Национальный детский технопарк          | 154                   |
| 5           | 11 марта 2023     | Кубок по образовательной робототехнике. 5 этап                       | Могилев, Белорусско-Российский университет     |                       |
| 6           | 1 апреля 2023     | Кубок по образовательной робототехнике. 6 этап                       | Пинск, Полесский государственный университет   | 242                   |
| 7           | 18-21 апреля 2023 | Роботурнир ТИБО-2023. Кубок по образовательной робототехнике. 7 этап | Минск, Минск-арена, форум Tibo                 | 167                   |
| 8           | 10-12 июня 2023   | X Минский открытый роботурнир                                        | Минск, Национальный детский технопарк          | 398                   |

### LEGO-категории
- РРО, младшая категория;
- РРО, средняя категория;
- РРО, старшая категория;

### Образовательные конструкторы
- ROBORACE, Образовательные конструкторы. Junior  (до 13 лет);
- ROBORACE, Образовательные конструкторы  (без возрастных ограничений);
- Следование по линии, Образовательные конструкторы (возраст участников – до 15 лет);

### Категории для роботов на произвольной платформе
- Roborace PRO (без возрастных ограничений);
- Roborace PRO mini (без возрастных ограничений);
- Roborace. Computer Vision (без возрастных ограничений);
- Следование по линии. PRO (без возрастных ограничений);
- Следование по линии. Юниоры (возраст участников – до 14 лет);
- Мини-сумо (без возрастных ограничений);
- Лабиринт (без возрастных ограничений);
- Футбол управляемых роботов 4х4;
- Эстафета;
- Гонки балансирующих роботов;
- Robocup Junior Rescue Line;
- Автономные воздушные аппараты
- Большое путешествие, Младшая категория (возраст участников – до 13 лет);
- Большое путешествие, Старшая категория  (без возрастных ограничений);
- Кубок РТК;

## Сезон 2023/2024

### Этапы сезона 2023/2024

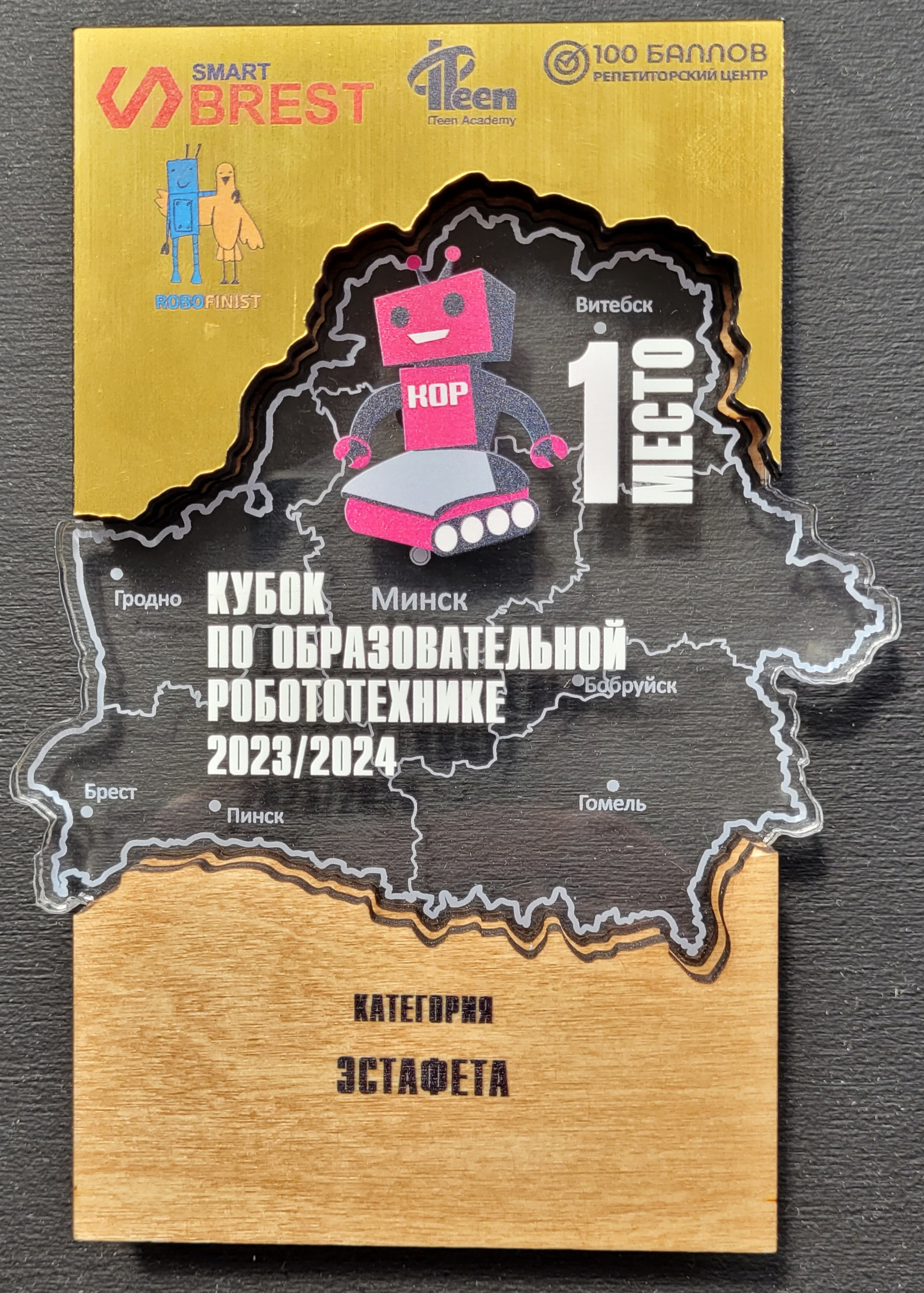
Кубок сезона 2023-2024г.

| Номер этапа | Дата проведения | Наименование этапа                                                           | Место проведения | Количество участников |
| ----------- | --------------- | ---------------------------------------------------------------------------- | ---------------- | --------------------- |
| 1           | 26 ноября 2023  | SmartRoboFest. Этап Брестской области Кубка по образовательной робототехнике | Брест            | 328                   |
| 2           | 13 января 2024  | Этап Могилевской области Кубка по образовательной робототехнике              | Бобруйск         | 236                   |
| 3           | 24 февраля 2024 | Этап Гомельской области Кубка по образовательной робототехнике               | Гомель           | 255                   |
| 4           | 30 марта 2024   | Этап Витебской области Кубка по образовательной робототехнике                | Витебск          | 213                   |
| 5           | 1 мая 2024      | Этап Гродненской области Кубка по образовательной робототехнике              | Гродно           | 143                   |
| 6           | 25 мая 2024     | Этап Минской области Кубка по образовательной робототехнике                  | Минск            | 149                   |

### Образовательные конструкторы
- ROBORACE, Образовательные конструкторы. Junior  (до 12 лет);
- ROBORACE, Образовательные конструкторы  (до 16 лет);
- Следование по линии, Образовательные конструкторы (возраст участников – до 15 лет);
- Большое путешествие, Младшая категория: образовательные конструкторы (возраст участников – до 12 лет);

### Категории для роботов на произвольной платформе
- Roborace PRO (без возрастных ограничений), Регламент соревнований;
- Roborace PRO mini (без возрастных ограничений);
- FIRA Challenge - Autonomous Cars. (без возрастных ограничений);
- Следование по линии. PRO (без возрастных ограничений);
- Следование по линии. Юниоры (возраст участников – до 14 лет);
- Футбол управляемых роботов 3х3;
- Эстафета (возраст участников до 15 лет);
- Robocup Junior Rescue Line;
- Автономные воздушные аппараты  (без возрастных ограничений)
- Большое путешествие, Старшая категория  (до 17 лет);
- Кубок РТК;

## Сезон 2024/2025

### Этапы сезона 2024/2025
| Номер этапа | Дата проведения | Наименование этапа | Место проведения | Количество участников |
| ----------- | --------------- | --- | ---------------- | --------------------- |
| 1           | 2 ноября 2024   | VI Брестский турнир по робототехнике "SmartRoboFest". Этап Брестской области Кубка по образовательной робототехнике.                               | Брест            | 268                   |
| 1b          | 13 декабря 2024 | Минская открытая лига робототехники. 1 этап сезона 2024/25г                                                                                        | Минск, Лицей БГУ | 68                    |
| 2b          | 17 января 2025  | Минская открытая лига робототехники. 2 этап сезона 2024/25г                                                                                        | Минск            | 174                   |
| 2           | 1 февраля 2025  | Этап Могилевской области Кубка по образовательной робототехнике                                                                                    | Бобруйск         | 152                   |
| 3b          | 8 февраля 2025  | Минская открытая лига робототехники. 3 этап сезона 2024/25г                                                                                        | Минск, БНТУ      | 112                   |
| 3           | 15 марта 2025   | Этап Минской области Кубка по образовательной робототехнике «Дорога в будущее»                                                                     | Фаниполь         | 260                   |
| 4b          | 28 марта 2025   | Минская открытая лига робототехники. 4 этап сезона 2024/25г                                                                                        | Минск            | 141                   |
| 4           | 11 апреля 2025  | Областной этап Республиканского турнира по робототехнике «ROBOQUEST-Индустрия 4.0». Этап Гомельской области Кубка по образовательной робототехнике | Гомель           | 229                   |
| 5           | 17 мая 2025     | Этап Гродненской области Кубка по образовательной робототехнике                                                                                    | Гродно           | 142                   |
| 5b          | 2 июня 2025     | Минская открытая лига робототехники. 5 этап сезона 2024/25г                                                                                        | Минск            |                       |

### Образовательные конструкторы
- ROBORACE, Образовательные конструкторы. Junior  (до 12 лет);
- ROBORACE, Образовательные конструкторы  (до 16 лет);
- Следование по линии, Образовательные конструкторы (возраст участников – до 15 лет);
- Большое путешествие, Младшая категория:образовательные конструкторы (возраст участников – до 13 лет);

### Категории для роботов на произвольной платформе
- Roborace PRO (без возрастных ограничений), Регламент
- Roborace PRO mini (без возрастных ограничений);
- FIRA Challenge - Autonomous Cars. (без возрастных ограничений);
- Следование по линии. PRO (без возрастных ограничений);
- Следование по линии. Юниоры (возраст участников – до 14 лет);
- Футбол управляемых роботов 3х3;
- Эстафета (возраст участников до 15 лет);
- Robocup Junior Rescue Line;
- Арканоид;
- Автономные воздушные аппараты  (без возрастных ограничений);
- Большое путешествие, Старшая категория  (до 17 лет);
- Кубок РТК;